# 2010 v literatuře

## Události
- 18.–21. března: Lipský knižní veletrh
- 18. dubna: vyhlášení cen Magnesia Litera
- 17. května: vyhlášení Ceny Toma Stopparda
- 13.–16. května: 16. mezinárodní knižní veletrh a literární festival Svět knihy v Praze. Čestný host: Polsko, téma: Rosteme s knihou – literatura po děti a mládež, Literatura a sbližování kultur.[1]
- 22. září: vyhlášení Ceny Jaroslava Seiferta
- 6.–10. října: Frankfurtský knižní veletrh, hostitelská země Argentina

## Nové knihy
- Jaroslav Andrlík – Přirozená plachost
- Hana Andronikova – Nebe nemá dno
- Jan Balabán – Zeptej se táty
- Markéta Baňková – Straka v říši entropie. Fyzikální bajky ze života
- Laurent Binet – HHhH
- Umberto Eco – Pražský hřbitov
- Roderick Gordon a Brian Williams – Návrat z PODZEMÍ
- Paul Hoffman – Levá ruka boží
- Josef Hrubý – Otylé ach
- Jana Hubková – Fridrich Falcký v zrcadle letákové publicistiky
- Milan Kohout – Proveď vola světem, volem zůstane
- J. H. Krchovský – Dvojité dno
- Stanisław Lem – Invaze (české vydání)
- Herta Müllerová – Rozhoupaný dech (české vydání)
- Vladimír Papoušek a kolektiv – Dějiny nové moderny
- Jiří Pehe – Klaus: portrét politika ve dvaceti obrazech
- Rick Riordan – Rudá pyramida
- Jaroslav Rudiš – Konec punku v Helsinkách
- Martin Ryšavý – Vrač
- Carlos González Sháněl a Luis A. Doñas – Válečné hry v Pacifiku
- Alžběta Skálová – Pampe a Šinka
- Vladimír Socha – Dinosauři od Pekelného potoka
- Vladimír Socha – Encyklopedie dinosaurů ve světle nejnovějších objevů

## Úmrtí
- 17. ledna Erich Segal
- 19. ledna Avraham Suckever
- 27. ledna Jerome David Salinger
- 14. února Dick Francis
- 17. února William Tenn
- 12. března Miguel Delibes
- 23. dubna Jan Balabán
- 25. dubna Alan Sillitoe
- 1. června Andrej Andrejevič Vozněsenskij
- 18. června José Saramago
- 12. července Tuli Kupferberg
- 17. srpna Ludvík Kundera
- 30. srpna Zdena Frýbová
- 14. října Heinrich Pleticha
- 30. října Harry Mulisch

## Ocenění

### Česko
- Cena Egona Erwina Kische: Ivan Szabó – Smiech a slzy, Václav Klaus – Rok sedmý, Jan Cézar – Na cestě po České republice
- Cena Ferdinanda Peroutky: Vítězslav Houška, Zdenek Slouka, Ludvík Vaculík
- Cena Franze Kafky: Václav Havel
- Cena Jaroslava Seiferta: Jáchym Topol
- Cena Jiřího Ortena: Jan Těsnohlídek ml. – Násilí bez předsudků
- Literární cena Josefa Hlávky v oblasti společenských věd: Jana Hubková – Fridrich Falcký v zrcadle letákové publicistiky
- Cena Josefa Jungmanna: Petr Zavadil (Antonio Gamoneda – Tohle světlo, Guillermo Cabrera Infante – Přelétavá nymfa)
  - Mimořádné tvůrčí ocenění:
    - Magdaléna Křížová (Avraham B. Jehošua – Pan Mani)
    - Veronika ter Harmsel Havlíková (Harry Mulisch – Objevení nebe)

  - Tvůrčí ocenění:
    - Jan Doležal (Saša Stojanović – Svár)
    - Petr Dvořáček (Niklas Frank – Můj otec)
    - Marie Jungmannová (Juan Marsé – Dívka se zlatými kalhotkami)
    - Petra Kůsová-Martínková (Adam Rapp – Rok nekonečného strádání)

  - Prémie Tomáše Hrácha:
    - Jan Hokeš (Henry David Thoreau – Toulky přírodou)
- Český bestseller: Michal Viewegh – Biomanželka
- Kniha roku Lidových novin: Jan Balabán – Zeptej se táty
- Literární cena Knižního klubu: David Jan Novotný
- Magnesia Litera:
  - Kniha roku: Jan Balabán – Zeptej se táty
  - Litera za prózu: Martin Ryšavý – Vrač
  - Litera za poezii: Josef Hrubý – Otylé ach
  - Litera za knihu pro děti a mládež: Alžběta Skálová – Pampe a Šinka
  - Litera za literaturu faktu: Vladimír Papoušek a kolektiv – Dějiny nové moderny
  - Litera za nakladatelský čin – edice AAA, Argo
  - Litera za překladovou knihu: Herta Müllerová – Rozhoupaný dech, překlad Radka Denemarková
  - Litera pro objev roku: Markéta Baňková – Straka v říši entropie. Fyzikální bajky ze života
  - Cena čtenářů: Hana Andronikova – Nebe nemá dno
- Státní cena za literaturu: Antonín Bajaja – Na krásné modré Dřevnici

### Svět
- Cena Hanse Christiana Andersena: David Almond (autor), Jutta Bauer (ilustrátor)
- Cena prince Asturského: Amin Maalouf
- Cervantesova cena: Ana María Matute
- Cena Finlandia: Mikko Rimminen
- Goncourtova cena: Michel Houellebecq
- Literární cena Severské rady: Sofi Oksanen
- Man Bookerova cena: Howard Jacobson
- Nobelova cena za literaturu: Mario Vargas Llosa
- Prix Femina: Patrick Lapeyre
- Pulitzerova cena:
  - Paul Harding (román)
  - Tom Kitt/Brian Yorkey (drama)
  - Rae Armantrout (lyrika)
  - David E. Hoffman (literatura faktu)
- Rakouská státní cena za evropskou literaturu: Paul Nizon